# Alluaudia (Plantae)
Alluaudia je biljni rod iz porodice didijerovki. Postoji nekoliko vrsta, sve su madagaskarski endemi.

## Vrste
1. Alluaudia ascendens (Drake) Drake
2. Alluaudia comosa (Drake) Drake
3. Alluaudia dumosa (Drake) Drake
4. Alluaudia humbertii Choux
5. Alluaudia montagnacii Rauh
6. Alluaudia procera (Drake) Drake